# پل خسرو
پل خسرو پلی تاریخی مربوط به دوره ساسانیان است و در بیستون، محوطه تاریخی، فرهنگی بیستون واقع شده‌است. این اثر در تاریخ ۱۹ اسفند ۱۳۸۰ با نام «بقایای پل ساسانی (خسرو)» با شمارهٔ ثبت ۴۸۹۰ به‌عنوان یکی از آثار ملی ایران به ثبت رسیده است.

## تاریخچه
ساخت این پل به خسروپرویز نسبت داده شده‌است.

## ویژگی‌ها
پل خسرو بر روی رودخانۀ گاماسیاب و بر سر جادۀ باستانی بیستون، در جنوب شرقی بیستون قرار گرفته‌است. آنچه از این پل باقی‌مانده تنها پایه‌های آن است که در دورۀ پهلوی بر روی آن با استفاده از قطعات فلزی پل جدیدی به عرض ۱/۲۰ متر ساخته شده‌است که فقط عابران پیاده می‌توانند از آن عبور کنند. طول پل خسرو ۱۵۲/۸۰ و عرض آن ۴/۲۰ متر است. این پل ۸ دهنه و ۹ پایۀ شش ضلعی دارد. پایه‌ها بر روی سنگفرشی که کف رودخانه را پوشانده قرار گرفته‌اند.
مسعود گلزاری این احتمال را مطرح می‌کند که مسلمانان در جنگ نهاوند از روی این پل عبور کرده و پس از عبور از سرماج به نهاوند رفته‌باشند. جادۀ باستانی بیستون که پل خسرو بر سر راه آن قرار دارد، در گذشته از کنار تخت شیرین می‌گذشته و تا سرماج ادامه داشته‌است. بقایای این جاده همچنان در غرب رودخانۀ گاماسیاب تا نزدیکی روستای سه‌چک (جنب کارخانۀ سیمان بیستون) قابل مشاهده است.

## در سفرنامه‌ها
ابودلف که در سال ۳۴۲ هجری (۹۵۲ میلادی) از این مکان دیدن کرده، در سفرنامۀ خود به این پل اشاره کرده و از پلی عظیم با ساختمانی عجیب در پایین کوه بیستون یاد کرده که بر روی رودخانه‌ای گود نصب شده‌است. وی در آن زمان از این پل عبور کرده و به روستایی بزرگ و آباد به نام ابا ایوب رسیده‌است.